# Tim Türpe
Tim Türpe (* 28. Juli 2005) ist ein deutscher Volleyballspieler.

## Karriere
Türpe begann seine Karriere bei SCC Juniors. Von 2021 bis 2025 spielte der Libero mit der Nachwuchsmannschaft VC Olympia Berlin abwechselnd in der Zweiten Liga Nord und in der ersten Bundesliga. 2023/24 war er parallel dazu beim Erstligisten Netzhoppers Königs Wusterhausen aktiv. 2025 kehrte der Junioren-Nationalspieler zu den Netzhoppers zurück.